# CSS Patrick Henry
CSS Patrick Henry – kanonierka Konfederacji walcząca podczas amerykańskiej wojny secesyjnej; parowa brygantyna zbudowana w 1853 roku w Nowym Jorku, jako parowiec pasażerski Yorktown, kursujący na linii Richmond – Nowy Jork. Przejęty przez konfederatów po secesji stanu Wirginia 17 kwietnia 1861.

## Dowódcy[1]
- kpt. John Randolph Tucker (1861 – czerwiec 1862)
- por. William Harwar Parker (1863 do końca wojny)